# Raïon de Krasnoslobodsk
Le raïon de Krasnoslobodsk (en russe : Краснослобо́дский райо́н, en erzya : Якстерекуро буе, Jaksterekuro buje, en moksha : Ошень аймак, Ošeń ajmak) est un raïon de la république de Mordovie, en Russie.

## Géographie
D'une superficie de 1 379,4 km2, le raïon de Krasnoslobodsk est situé à l'est de la république de Mordovie.
Son centre administratif est Krasnoslobodsk.
Son territoire se caractérise par la diversité naturelle.
Les forêts alternent avec de vastes espaces ouverts, notamment sur rive gauche de la rivière Mokcha.
Dans les vastes plaines inondables des rivières Mokcha et Sivin, il y a des dizaines de grands et petits lacs et de canaux.
Sur le territoire du raïon, il y a plusieurs réserves où la chasse et la pêche sont interdites.

## Histoire
Le 11 mars 1959, une partie du territoire du raïon aboli de Starosindrov a été annexée au raïon de Krasnoslobodsk.

## Démographie
La population du raïon de Krasnoslobodsk a évolué comme suit:
| 1970   | 1979   | 1989   | 2002   | 2009   |
| ------ | ------ | ------ | ------ | ------ |
| 46 340 | 40 230 | 34 215 | 28 703 | 26 809 |

| 2011   | 2015   | 2020   | - | - |
| ------ | ------ | ------ | - | - |
| 26 335 | 24 362 | 22 332 | - | - |

## Économie
L'économie du raïon combine l'agriculture et la production industrielle.

## Galerie

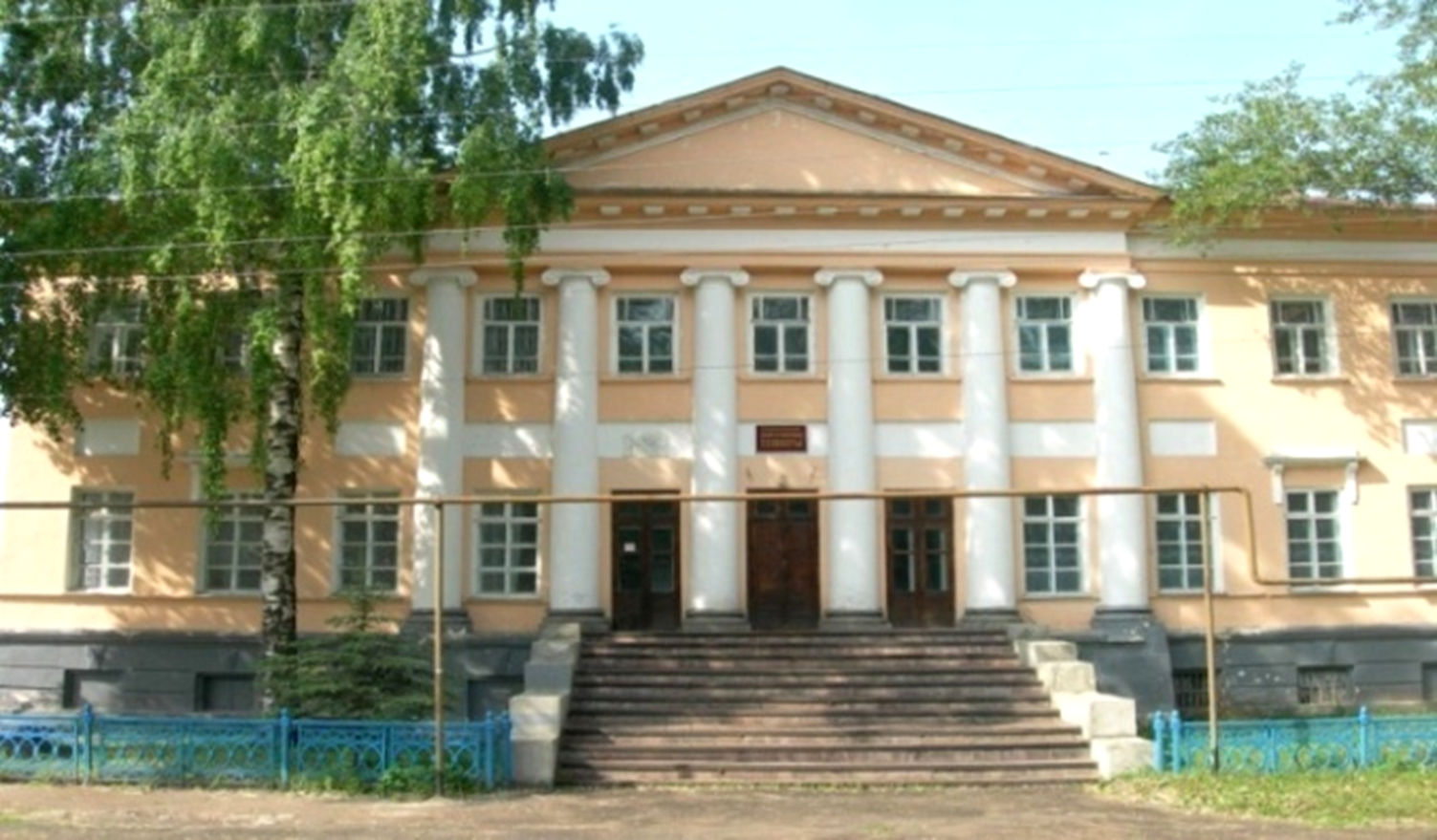
Bâtiment à Krasnoslobodsk.
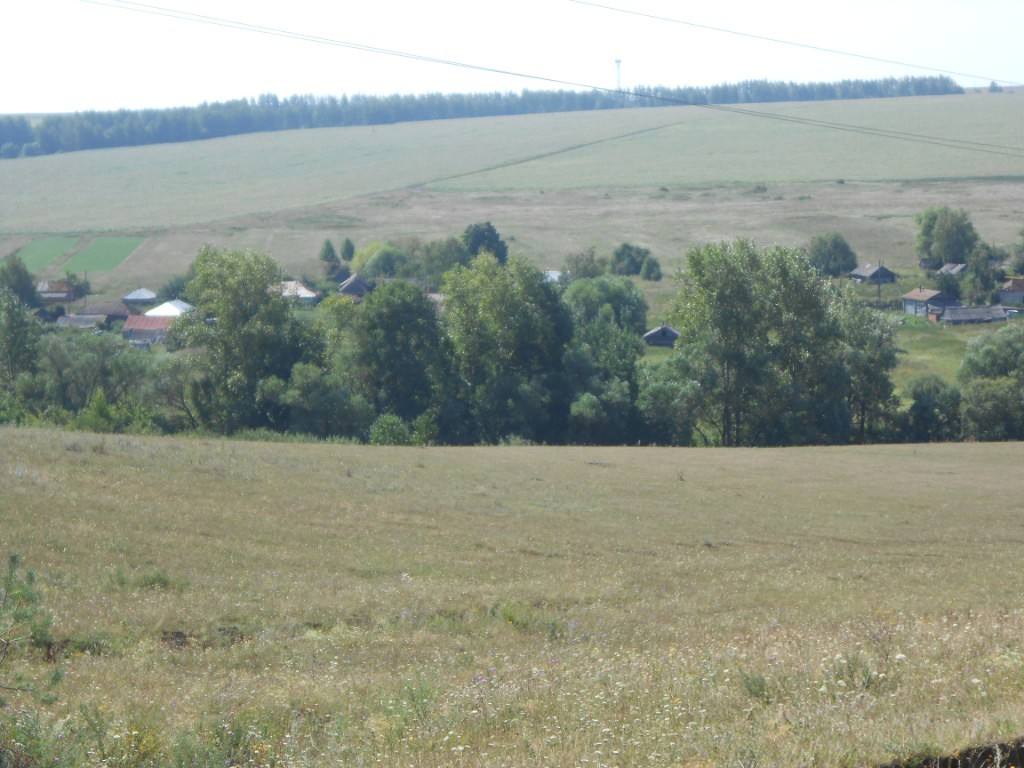
Vue du village Staroe Lepyevo.
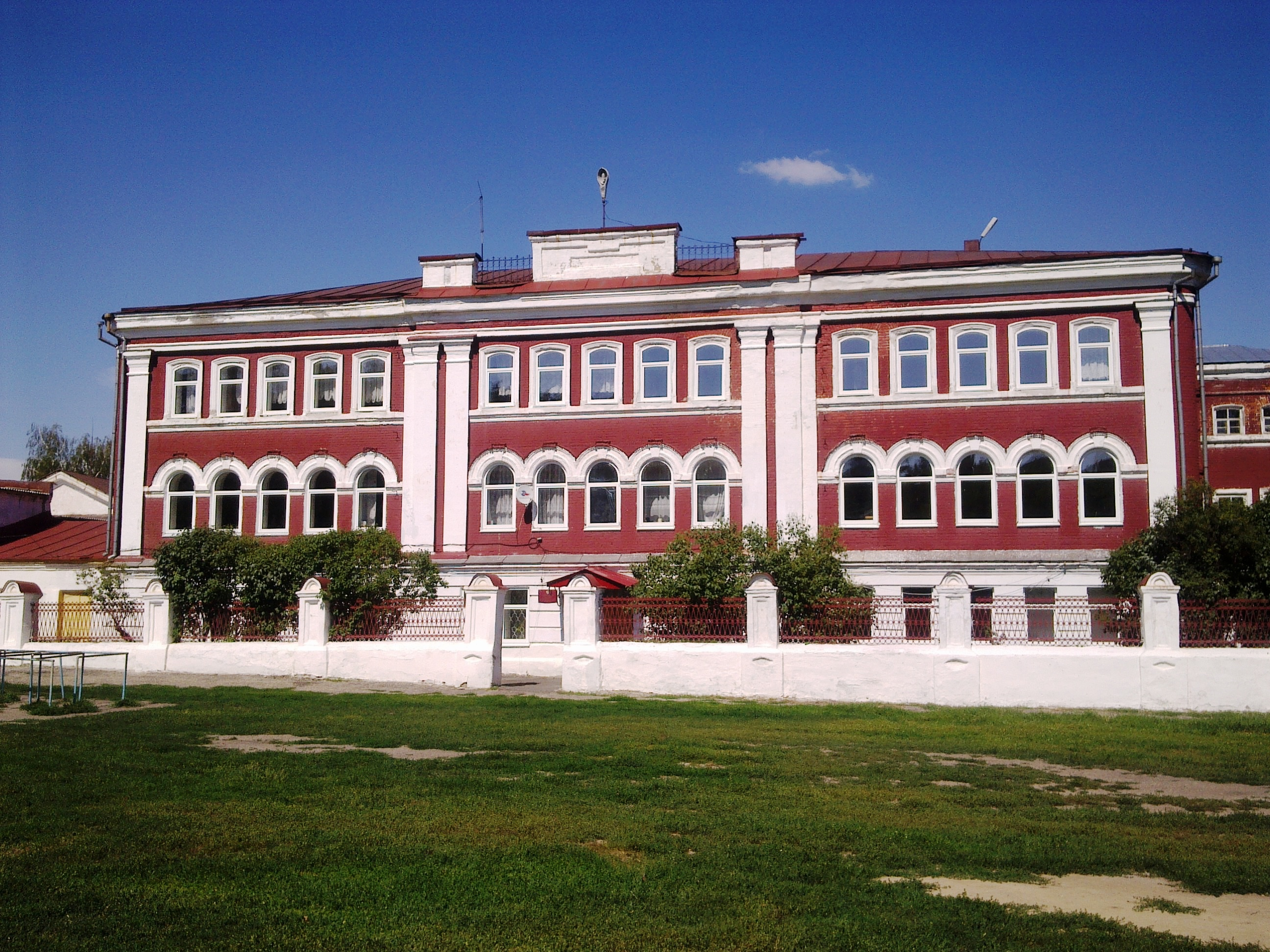
École secondaire n°1.